# 栗野インターチェンジ
栗野インターチェンジ（くりのインターチェンジ）は、鹿児島県姶良郡湧水町にある九州自動車道のインターチェンジである。
鹿児島・宮崎・大分方面から伊佐市、さらには熊本県水俣市などに向かう際に便利である。

## 案内板
22 栗野 湧水 （かつては"栗野 吉松"と書かれていた）

## 道路
- E3 九州自動車道（22番）

## 料金所
- ブース数:4
  - 入口
- ブース数:2
  - ETC専用:1
  - ETC/一般:1
  - 出口
- ブース数:2
  - ETC専用:1
  - 一般:1

## 接続する道路
- 鹿児島県道55号栗野加治木線（国道268号に接続）

## 隣
E3 九州自動車道
(21)えびのJCT - 吉松PA - (22)栗野IC - (23)横川IC